# 月形大橋
月形大橋（つきがたおおはし）は、北海道岩見沢市と樺戸郡月形町の間の石狩川に架かる北海道道6号岩見沢月形線の道路橋。

## 地理
石狩川の河口より数えて9番目に位置する橋であり、上流側には美浦大橋が、下流側にはみらい大橋やたっぷ大橋が架かっている。

## 歴史

### 架橋以前
1910年、樺戸集治監の五十嵐典獄は月形・岩見沢間に橋を架けることを計画した。しかし、月形住民が町のにぎわいを岩見沢へ取られてしまうことを心配して計画に反対し、流れてしまっていた。そのころの2町村間は渡船で対岸に渡るしか方法はなかった。

### 月形橋
この近くには最初月形橋という吊橋が架かっていた。1940年代に入ってから工事を始めたのだが、橋脚が完成しても石狩川の雪解け水による氾濫で2度流されてしまった。1948年5月17日、3回目にしてようやく橋は完成した。長さ95.0m、幅4.0mであった。
1954年にこの橋の重量制限 (3t) を超えたトラックが橋を渡ったときにハンガーロープが切れ、橋もろとも川に転落してしまった。幸いメインケーブルは利用できる状態だったので、それを再利用して幅1.5mの人道橋を作ることで仮復旧を果たした。その後、冬期に氷による仮橋を作ったり、渡船も利用していた。1956年6月4日になり、完全復旧を果たした。長さ157.0m、幅4.0mの鋼補剛トラス吊橋であった。1974年3月、石狩川の改修工事に合わせて樋門ができたときに取り壊された。

### 月形大橋（初代）
初代の橋は、石狩川の新水路工事前に先に工事を始めたものである。1951年からワーレントラス部の工事を開始した。水路を開削し終わると、橋脚が傾いてしまい、工事に支障を及ぼした。改良により無事工事は進捗し、1955年にワーレントラス部の工事は完了した。1966年からは、右岸・左岸にも活荷重合成箱桁を架ける工事を行い、1969年9月に完成した。

#### 橋梁諸元
- 種別 - 鋼道路橋
- 形式 - 曲弦ワーレントラス・活荷重合成箱桁
- 橋長 - 813.8m
  - トラス部 - 331m（65.0m×5）
  - 活荷重合成箱桁部 - 482m（42.9m×4 + 43.2m + 43.6m×6）
- 幅員 - 5.5m（トラス部）、7.0m（活荷重合成箱桁部）
- 完成年度 - トラス：1955年（昭和30年）・活荷重合成箱桁：1969年（昭和44年）

### 月形大橋（2代目）

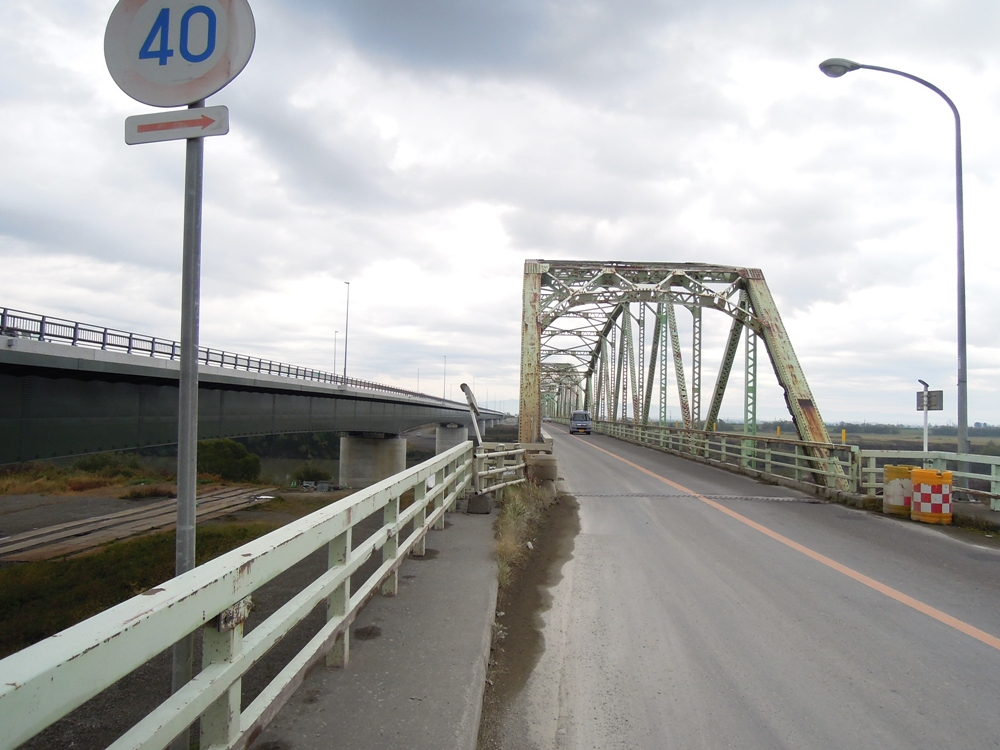
左：建設中の新しい橋、右：古い橋 2013年10月

前代の橋は老朽化が進んでいたことに加え、車道幅が狭い上に歩道がなく、十分な安全性を確保できていなかった。そこで2004年から新しい橋の工事を進め、2013年10月31日に開通した。

#### 橋梁諸元
- 形式 - 上部：連続鋼床版箱桁、下部：逆T式橋台、壁式橋脚
- 橋長 - 821.0m
- 幅員 - 11.0m（車道8.5m、歩道2.5m）

## 周辺
- 月形市街
  - 石狩月形駅
- 皆楽公園
- 宮島沼